# 키비타스
키비타스(Civitas)란 도시라든가 국가를 의미하는 라틴어이다. 원시 게르만인의 소규모 정치 단위이다. 타키투스에 의하면 50여 개의 키비타스가 존재한다고 한다.
키비타스에서는 왕제(王制) 또는 수장(首長) 합의제의 어느 하나가 채용되었는데, 어느 것이든 간에 민회가 최고 의결기관이었다. 키비타스는 파구스라는 단위로 나뉘고, 어떤 경우에는 다시 훈데르트샤프트로 나뉘어 있었다. 키비타스가 붕괴하고 부족 왕국으로 변질한 것은 민족 이동 이후이다. 